# Nakładanie warstw
Nakładanie warstw informacyjnych - nakładanie jednego zestawu obiektu geograficznego na drugi, w efekcie powstaje nowa informacja przestrzenna – połączenie dwóch istniejących zestawów obiektów w jeden nowy zestaw. Istnieje kilka różnych operacji przestrzennego nakładania i manipulowania warstwami danych geograficznych, takie jak: 
- suma
- różnica
- agregowanie (połączenie)
- przecięcie
- wycinanie

Działania z zakresu przestrzennego nakładania na siebie warstw danych przestrzennych sprowadzają się do działań na zbiorach:
- suma - Przekrój zbiorów
- różnica - Różnica symetryczna zbiorów
- agregowanie (połączenie) - Suma zbiorów
- przecięcie - Dopełnienie zbioru
- wycinanie - Suma zbiorów